# AFL - Division Ladies 2019
La AFL - Division Ladies 2019 è la 20ª edizione del campionato di football americano femminile di primo livello, organizzato dalla AFBÖ.

## Squadre partecipanti
| Club                   | Città      | Stadio | Sponsor ufficiale | Risultato nella stagione 2018 |
| ---------------------- | ---------- | ------ | ----------------- | ----------------------------- |
| Budapest Wolves Ladies | Budapest   |        |                   |                               |
| Danube Dragons Ladies  | Vienna     |        |                   |                               |
| Salzburg Ducks Ladies  | Salisburgo |        |                   |                               |
| Schwaz Hammers Ladies  | Schwaz     |        |                   |                               |
| Telfs Patriots Ladies  | Telfs      |        |                   |                               |
| Vienna Vikings Ladies  | Vienna     |        | Dacia             |                               |

## Stagione regolare

### Calendario

#### 1ª giornata
| 7 settembre 2019, ore 14:00 CEST | Salzburg Ducks Ladies | 19 – 0 (0-0 0-0 13-0 6-0) referto | Budapest Wolves Ladies |  |

| 7 settembre 2019, ore 15:00 CEST | Danube Dragons Ladies | 12 – 20 referto | Schwaz Hammers Ladies |  |

| 7 settembre 2019, ore 17:00 CEST | Telfs Patriots Ladies | 0 – 26 (0-0 0-12 0-8 0-6) referto | Vienna Vikings Ladies |  |

#### 2ª giornata
| 21 settembre 2019, ore 14:00 CEST | Salzburg Ducks Ladies | 6 – 24 (0-0 6-8 0-0 0-16) referto | Telfs Patriots Ladies |  |

| 21 settembre 2019, ore 15:00 CEST | Vienna Vikings Ladies | 66 – 0 (28-0 14-0 8-0 16-0) referto | Danube Dragons Ladies |  |

#### 3ª giornata
| Budapest 12 ottobre 2019, ore 14:00 CEST | Budapest Wolves Ladies | 6 – 20 referto | Telfs Patriots Ladies | Angyalföldi Sportközpont |

| Maria Enzersdorf 13 ottobre 2019, ore 10:00 | Danube Dragons Ladies | 24 – 7 referto | Salzburg Ducks Ladies | BSFZ-Arena |

| Schwaz 13 ottobre 2019, ore 11:00 CEST | Schwaz Hammers Ladies | 0 – 36 referto | Vienna Vikings Ladies | Silberstadt Arena |

#### 4ª giornata
| Vienna 19 ottobre 2019, ore 15:00 CEST | Vienna Vikings Ladies | 58 – 0 (14-0 28-0 8-0 8-0) referto | Salzburg Ducks Ladies | Footballzentrum Ravelinstraße |

| Telfs 19 ottobre 2019, ore 15:00 CEST | Telfs Patriots Ladies | 8 – 0 (0-0 0-0 0-0 8-0) referto | Danube Dragons Ladies | Telfs-Sportzentrum (200 spett.) |

| Schwaz 20 ottobre 2019, ore 11:00 CEST | Schwaz Hammers Ladies | 27 – 6 referto | Budapest Wolves Ladies | Silberstadt Arena |

#### 5ª giornata
| Budapest 26 ottobre 2019, ore 14:00 CEST | Budapest Wolves Ladies | 0 – 62 referto | Vienna Vikings Ladies | Angyalföldi Sportközpont |

| Schwaz 27 ottobre 2019, ore 13:00 CEST | Schwaz Hammers Ladies | 21 – 8 (7-0 7-8 7-0 0-0) referto | Telfs Patriots Ladies | Silberstadt Arena (1000 spett.) |

#### 6ª giornata
| Maria Enzersdorf 9 novembre 2019 | Danube Dragons Ladies | 62 – 6 | Budapest Wolves Ladies | BSFZ-Arena |

| Schwaz 10 novembre 2019, ore 11:00 CEST | Schwaz Hammers Ladies | 32 – 0 | Salzburg Ducks Ladies | Silberstadt Arena |

### Classifica
La classifica della regular season è la seguente:
- PCT = percentuale di vittorie, G = partite giocate, V = partite vinte,  P = partite perse, PF = punti fatti, PS = punti subiti

| Pos. | Squadra                | PCT   | G | V | N | P | PF  | PS  |
| ---- | ---------------------- | ----- | - | - | - | - | --- | --- |
| 1    | Vienna Vikings Ladies  | 1.000 | 5 | 5 | 0 | 0 | 248 | 0   |
| 2    | Schwaz Hammers Ladies  | .800  | 5 | 4 | 0 | 1 | 100 | 62  |
| 3    | Telfs Patriots Ladies  | .600  | 5 | 3 | 0 | 2 | 60  | 59  |
| 4    | Danube Dragons Ladies  | .400  | 5 | 2 | 0 | 3 | 98  | 107 |
| 5    | Salzburg Ducks Ladies  | .200  | 5 | 1 | 0 | 4 | 32  | 138 |
| 6    | Budapest Wolves Ladies | .000  | 5 | 0 | 0 | 5 | 18  | 190 |

## Finali

### Finale 3º - 4º posto
| Vienna 16 novembre 2019, ore 12:00 | Telfs Patriots Ladies | 8 – 18 (0-6 8-6 0-6 0-0) referto | Danube Dragons Ladies | Footballzentrum Ravelinstraße |

### XX Ladies Bowl
| Vienna 16 novembre 2019, ore 15:00 | Vienna Vikings Ladies | 44 – 0 (8-0 30-0 6-0 0-0) referto | Schwaz Hammers Ladies | Footballzentrum Ravelinstraße |

## Verdetti
- Vienna Vikings Ladies Campionesse dell'Austria 2019